# Jewgienij Dulejew
Jewgienij Wasiljewicz Dulejew (ros. Евгений Васильевич Дулеев, ur. 5 kwietnia 1956 w Moskwie) – rosyjski wioślarz reprezentujący ZSRR, srebrny medalista olimpijski i brązowy medalista mistrzostw świata.

## Kariera
Wystąpił na igrzyskach olimpijskich w Montrealu w 1976, gdzie osada ZSRR w składzie: Jewgienij Dulejew, Jurij Jakimow, Aivars Lazdenieks i Vytautas Butkus zdobyła srebrny medal w czwórce podwójnej.  W finale uplasowali się o 1,24 sekundy za osadą NRD i o 1,88 sekundy przed osadą Czechosłowacji. Na rozgrywanych cztery lata później igrzyskach olimpijskich w Moskwie startował w dwójkach podwójnych. Radziecka osada zajęła w finale piąte miejsce.
W tej samej konkurencji zdobył brąz na mistrzostwach świata w Nottingham (1975).